# West-Indische Compagnie
De West-Indische Compagnie (WIC), voluit de Geoctroyeerde West-Indische Compagnie (GWIC of GWC: zie afkorting op de vlag) was een bedrijf uit de Republiek der Zeven Verenigde Nederlanden dat in 1621 werd opgericht als privaatrechtelijke onderneming met publiekrechtelijke taken; de WIC was verantwoording schuldig aan de Staten-Generaal van de Nederlanden. De compagnie ontving van de Staten-Generaal - oorspronkelijk voor 24 jaar - het alleenrecht binnen de republiek op handel en scheepvaart in het door de Staten-Generaal vastgestelde octrooigebied tussen twee meridianen. Als westgrens gold de meridiaan door de oostpunt van Nieuw-Guinea en als oostgrens die van Kaap de Goede Hoop.
Het belangrijkst was de Trans-Atlantische driehoekshandel op West-Afrika, de Caraïben en Noord- en Zuid-Amerika. In de zeventiende en achttiende eeuw bezat de WIC dit staatsmonopolie op de handel en scheepvaart op West-Afrika ten zuiden van de Kreeftskeerkring, op Amerika, alsmede op alle eilanden tussen Newfoundland en Straat Magellaan. De WIC werd in 1674 opgeheven om een jaar later weer te worden heropgericht. In 1792 ging de WIC definitief ter ziele. De achterliggende doelstelling en strategie van de WIC waren de positie van Spanje en Portugal aan te tasten in Afrika en Zuid-Amerika. De WIC kreeg van de Staten-Generaal der Nederlanden de opdracht tijdens de Tachtigjarige Oorlog om de oorlog met Spanje uit te breiden naar zee, zodat de aandacht van Spanje werd afgeleid van de republiek.

## Voorgeschiedenis

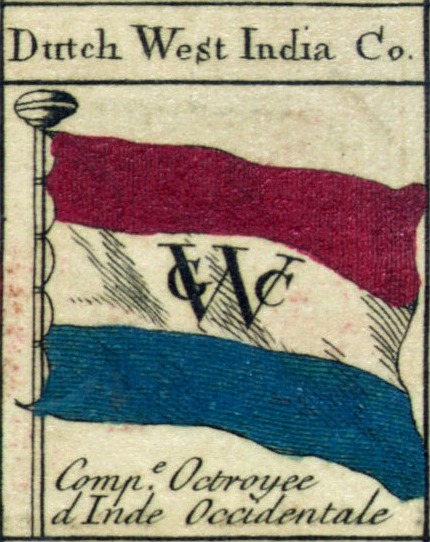
Vlag van de West-Indische Compagnie

De scheepvaart en handel in het Atlantisch gebied waren sinds het Verdrag van Tordesillas verdeeld tussen de rooms-katholieke landen Spanje en Portugal. Aan het eind van de zestiende eeuw ontstond hiertegen steeds meer weerstand. Het lukte Britten en Nederlanders steeds vaker om het monopolie van de Spanjaarden en Portugezen in Azië te breken. Nadat Spaanse en Portugese havens werden gesloten voor Nederlandse handelaars begon men vanuit de republiek met eigen aanvoer van onder meer zout, suiker en delfstoffen die niet meer uit de Iberische havens konden worden betrokken.
Spanje bood de republiek vrede aan onder voorwaarde dat deze zich zou terugtrekken uit de vaart op Azië en Amerika. Het land weigerde een vredesverdrag te ondertekenen als er ook nog een West-Indische Compagnie zou worden opgericht. Raadpensionaris Johan van Oldenbarnevelt bood aan om de handel met de West op te schorten in ruil voor het Twaalfjarig Bestand (van 1609 tot 1621). De handel met de Caraïben - waar zout, suiker en tabak vandaan werd gehaald - werd bemoeilijkt door Spanje. Het gevolg was dat er tijdens deze periode onder vreemde vlag op Zuid-Amerika werd gevaren. In 1616 vestigde de Vlissingse burgemeester Jan de Moor een factorij in Essequebo - in het huidige Guyana - ondanks het verdrag.
Tijdens het Twaalfjarig Bestand richtten de kooplieden zich vooral op inpolderingen van meren in Holland. Sommige kooplieden richtten zich op Noord-Amerika, waar zich nauwelijks Spanjaarden en Portugezen hadden gewaagd. Tussen 1611 en 1613 voer Adriaen Block - in opdracht van de Tweehuysen Compagnie - drie keer op en neer naar de rivier de Hudson; ook anderen waren daar vanuit de republiek actief als bonthandelaar. In 1614 kwam het tot een fusie van Amsterdamse firma's onder de naam Nieuw-Nederland Compagnie. De compagnie kreeg een octrooi van vier jaar en zag dit vernieuwd tot haar opheffing op 28 september 1621. In 1625 werd het fort Amsterdam op Manhattan gebouwd; het begin van Nieuw-Nederland.
Stadhouder Maurits van Oranje was voor het hervatten van de strijd met Spanje. In 1619 ontdeed hij zich van zijn voornaamste tegenstander Johan van Oldenbarnevelt. Toen twee jaar later de wapenstilstand afliep, werd de West-Indische Compagnie opgericht. De WIC had vooral als doel om - onder andere door kaapvaart - afbreuk te doen aan de Spaanse activiteiten bij de Amerikaanse kusten. Maar in 1623 keerden 103 zoutvaarders leeg terug uit Venezuela aangezien Spanje hen het zout laden in Midden-Amerika onmogelijk maakte.

## De eerste WIC

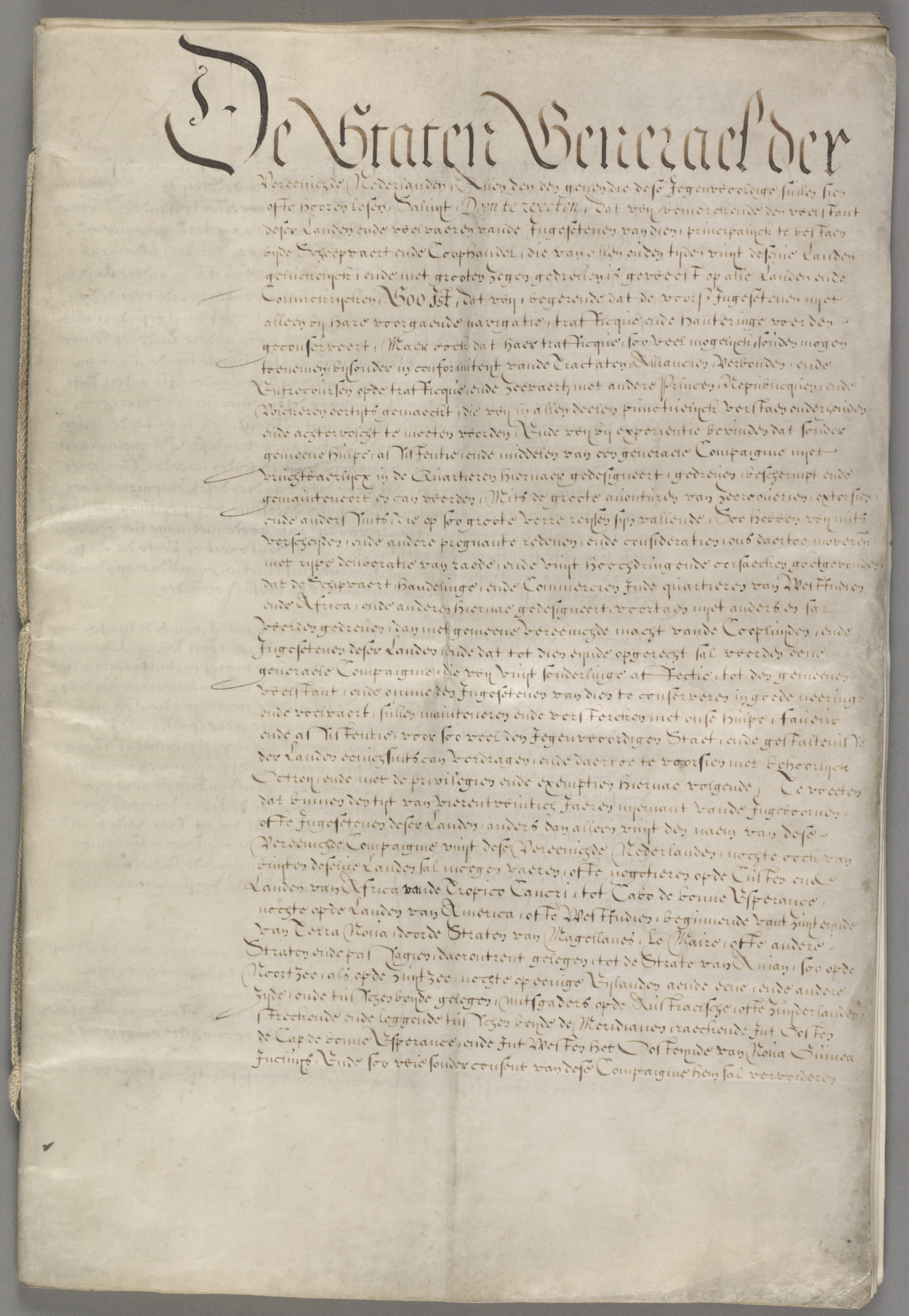
Eerste pagina van het Octrooi van de West-Indische Compagnie

De WIC werd georganiseerd naar het model van de VOC en was onderverdeeld in vijf zogenoemde Kamers: 
- Amsterdam,
- Zeeland,
- Maze (Rotterdam),
- Stad en Lande (Groningen) en
- Noorderkwartier (Hoorn).

Het bestuur bestond uit de Heren XIX. 
Cornelis Bicker was een van de belangrijkste bewindhebbers. Aanvankelijk kregen kooplieden, zoals Elias Trip, Jan Cornelisz. Geelvinck en Samuel Blommaert toestemming nog een reis naar Guinee te ondernemen, maar ze moesten voor 1 juli 1622 terug zijn in het vaderland. In 1623 werd het fort Nassau (Nieuw-Nederland) overgedragen aan de WIC. Uiteindelijk kwam de financiering pas in 1623 tot stand nadat diverse steden - die betrokken waren bij de zoutvaart - onder druk waren gezet. Verschillende steden wensten de handel in zout niet op te geven; de Staten-Generaal beslisten dat de WIC niet langer het alleenrecht op de handel in zout had. De Staten-Generaal en de VOC zegden een miljoen gulden in de vorm van kapitaal en subsidie toe. Anders dan de VOC had de WIC niet het recht om militairen in te zetten. Daarvoor was toestemming van de Staten-Generaal der Nederlanden nodig.
Toen het Twaalfjarig Bestand in 1621 was afgelopen, hadden de "haviken" in de republiek vrij spel om opnieuw oorlog te voeren met Spanje. De kaapvaart werd een van de belangrijke doelstellingen van de WIC. Het bewapenen van de handelsschepen met kanonnen en soldaten om zich te verdedigen tegenover Spaanse schepen was daarbij van groot belang. Op bijna alle schepen in 1623 gingen veertig à vijftig soldaten mee, voor een niet nader genoemde bestemming, mogelijk ter assistentie bij kapen van vijandelijke schepen. Het is onduidelijk of dit ging om de expeditie naar de kust van Chili, Peru en Bolivia van Jacques l'Hermite opgezet door stadhouder Maurits met steun van de Staten-Generaal en de VOC. Een poging door Jacob Willekens in 1624 om San Salvador in de Allerheiligenbaai te veroveren, liep op een mislukking uit. In september 1625 viel Boudewijn Hendricksz San Juan in Puerto Rico aan om deze stad in te nemen. Hij had 2000 man tot zijn beschikking maar de Spanjaarden boden stevig weerstand. Voor zijn vertrek plunderde hij de stad en stak de gebouwen in brand. Hij verloor in deze strijd meer dan 400 man en een van zijn grootste schepen moest hij achterlaten omdat dit gestrand was. Een deel van de vloot deed onder Jan Dircksz. Lam een aanval op het Portugese fort Elmina aan de Goudkust, maar ook die mislukte. De verovering van de Zilvervloot in 1628 door Piet Hein spreekt tot op de dag van vandaag tot de verbeelding. "Over de verdeling van de opbrengst ontstond uiteraard grote ruzie, iedereen was ontevreden over zijn aandeel."
Dat oorlogvoering in de eerste jaren van de WIC een belangrijke activiteit was blijkt uit het volgende citaat uit een commissie van de Heren XIX aan Piet Hein:
Alsoo ons bij die van de West-Indische Compagnie te kennen gegeven is, dat sij inde laestgehoudene Vergaederinge van de Negenthien, beslooten hadden, omme wederom de Compagnie ten besten, ende tot afbreuck der Spaignaerden, in zee te brengen een groot aental van Schepen, ende die aen verscheiden oorden ende gewesten in haere Limiten te gebruijcken, op onse Commissie onder het beleit van een ervaren Admirael ende Capitein Generael, versien met sodanige macht ende Instructie, dat alle andere Admiralen, Commandeurs, Capiteinen en andere Officieren, het sij te land ofte te water met haere onderhebbende Schepen, besette plaetsen, Boots- en Crijchs-volck ter sijner aencomste sich datelick sullen begeven onder sijn commandement ende gebiet, denzelven obedieren.

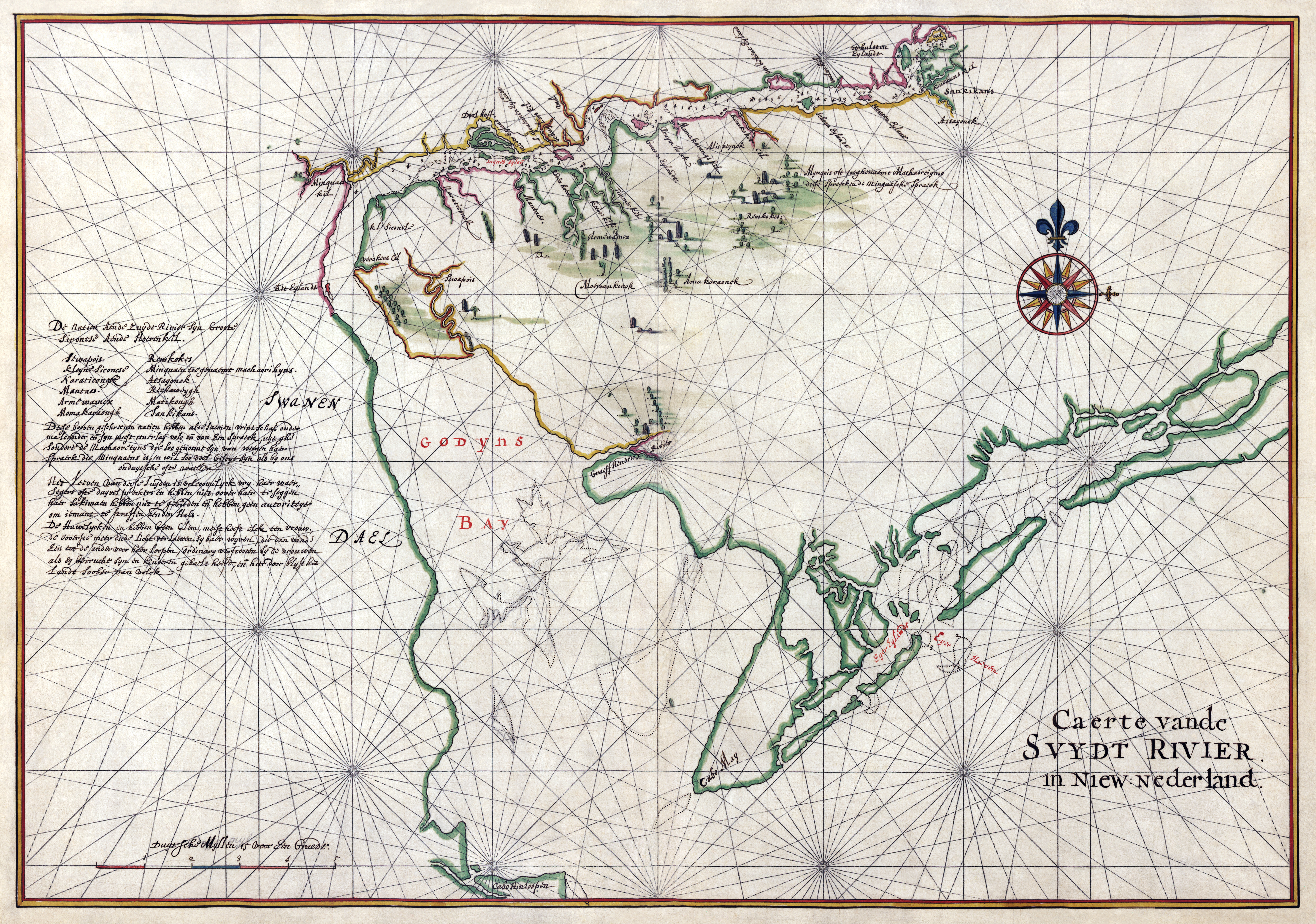
De kolonie Swaanendael aan de Delaware

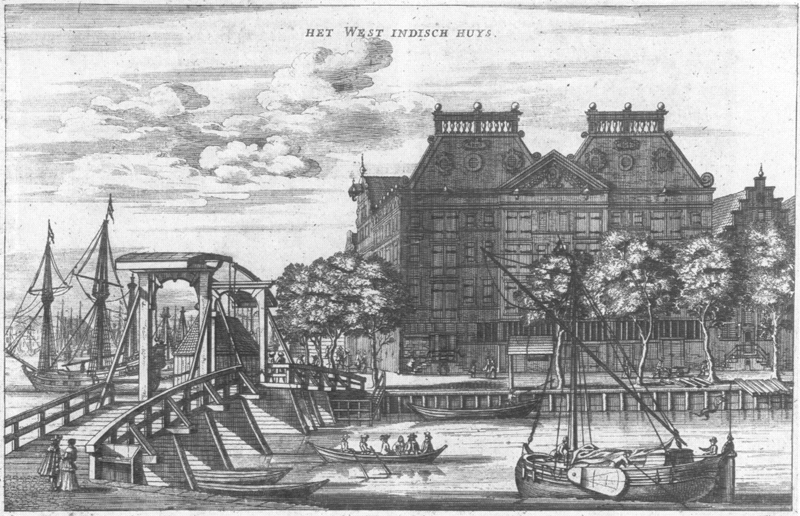
Het West-Indisch Pakhuis op Rapenburg in Amsterdam, gebouwd in 1642.

Bij de oprichting van de WIC zei men expliciet niet aan mensenhandel te willen doen.
In 1623 kreeg een commissie binnen de WIC opdracht de slavenhandel in Angola te onderzoeken. Naast de vier Amsterdamse afgevaardigden Albert Coenraetsz Burgh, Guilliemo Bartolotti, Joris Adriaensz. en Samuel Blommaert werden ook Jochem Althingh burgemeester van Groningen, Florisz. van Teylingen burgemeester van Alkmaar, Samuel Godijn van Amsterdam, Adriaen van der Goes van Delft, Pieter Meunix van Middelburg, Gommer Spranger van Amsterdam, Kiliaen van Rensselaer, en een gedeputeerde van de Staten-Generaal benoemd.
In 1635 veranderde men van mening over mensenhandel. Slavernij was niet langer verboden.

## Patroonschappen
In 1629 gaf de WIC patroonschappen aan een aantal particuliere investeerders in Nieuw-Nederland. Ze kregen daarmee het recht om een kolonie te stichten en te beheren in het octrooigebied van de WIC. Albert Burgh, Samuel Blommaert, Samuel Godijn, Johannes de Laet hadden weinig succes met het bevolken van de kolonie en het zich verdedigen tegen de plaatselijke indianen. Alleen Kiliaen van Rensselaer wist zich in het noorden te handhaven langs de Hudson. Blommaert probeerde in het geheim met het stichten van de kolonie Nieuw-Zweden zijn zaken aan de Delaware in het zuiden te redden. De meeste aandacht van de WIC ging inmiddels naar Nederlands-Brazilië. Pas in 1630 slaagde de West-Indische Compagnie erin om een deel van Brazilië te veroveren. De strijd had intussen zo veel van haar krachten gevergd, dat de Compagnie daarna onder een permanente dreiging van faillissement moest opereren. In feite was de WIC in 1636 bankroet en alle pogingen tot sanering waren tot mislukking gedoemd. Johan Maurits van Nassau-Siegen zond eind mei 1641 een expeditie van 21 schepen onder Cornelis Jol met 2.145 soldaten naar Luanda om het slavendepot te overmeesteren, dat in augustus werd veroverd, en naar Sao Tomé dat in oktober werd veroverd, zodat de Portugese overmacht in Afrika voorlopig was doorbroken.
De WIC tekende in augustus 1634 de overgave van de Spanjaarden bij San Juan. De ongeveer dertig op het eiland aanwezige Spanjaarden en een groot deel van de inheemse Taíno-indianen werden door de Nederlanders naar Venezuela gebracht en aan wal gezet. De reden voor de inval en verovering was dat de WIC op zoek was naar een uitvalsbasis voor handel en kaapvaart. Curaçao lag gunstig ten opzichte van de Spaanse koloniën op het vasteland. Ook had het de beste haven tot dan toe bekend in het Caraïbisch gebied. Daarnaast zocht de WIC naar winplaatsen van zout. Zowel op de kust van Venezuela als op Bonaire waren goede zoutpannen aanwezig. Op Curaçao zelf was campêchehout (grondstof voor verf), vee, kalk en brandstof te vinden.
Vanwege het toenemende oorlogsgeweld in Brazilië stond de WIC er in 1645 - aan het einde van het octrooi - slecht voor. Een poging om de winsten van de VOC en de verliezen van de WIC tegen elkaar weg te strepen werd door de bewindhebbers van de VOC afgehouden. Een samenvoeging van de beide compagnieën was niet haalbaar. Amsterdam was niet bereid de Compagnie uit het moeras te helpen en had te veel belang bij vrede en goede handelsbetrekkingen met Portugal. Deze ongeïnteresseerde houding van Amsterdam was de hoofdoorzaak van het trage, halfslachtige beleid, dat tot het uiteindelijk verlies van de kolonie Brazilië zou leiden.
In 1647 maakte de Compagnie toch een doorstart met behulp van 1,5 miljoen gulden, kapitaal uit de VOC. De Staten-Generaal nam in feite de verantwoordelijkheid voor de oorlogvoering in Brazilië op zich. Vanwege de Vrede van Münster was het kapen van Spaanse schepen niet langer mogelijk. Tal van kooplieden uit Amsterdam en uit Zeeland zagen hun kans schoon om samen met zee- en kooplieden uit Hamburg, Glückstadt (toen Deens), Engeland en andere landen de Compagnie naar hartenlust te benadelen. Na het verlies van Brazilië in 1654 werd Curaçao - dat zich naast Jamaica tot het grootste slavendepot ontwikkelde - steeds belangrijker. Dat de WIC zich nog twintig jaar kon voortslepen, had zij te danken aan haar West-Afrikaanse bezittingen. In 1664 verloor men ook Nieuw-Amsterdam.

### Varia
- Rond 1645 waren de kinderen van Elias Trip (1570-1636) en van zijn broer Jacob Trip (1575-1661) sterk vertegenwoordigd binnen de WIC: Jacobus Trip (1627-1670) en diens nicht en neven Maria Trip (1617), Jacob Trip (1604-1681), Louis Trip (1605-1684) en Hendrik Trip (1607-1666) waren hoofdparticipanten.[20]
- In 1649 werd de Zweedse Afrika Compagnie opgericht, in feite een Hollandse onderneming van Louis de Geer onder vreemde vlag.
- In 1649 wist de WIC in het koninkrijk Accra het monopolie op de inkoop van goud en slaven te verkrijgen.
- Op Tobago werd de kolonie Nieuw Walcheren gevestigd. Gedurende meer dan honderd jaar werd het eiland het strijdtoneel voor kolonisten uit heel West-Europa.[21]
- Amsterdam stichtte in 1656 aan de Delaware de stadskolonie Nieuwer-Amstel, bevolkt door Waldenzers.
- In 1659 werd de Deense West-Indische en Guineese Compagnie onder leiding van Hendrik Carloff opgericht, eveneens een volkomen Amsterdamse onderneming.
- Jan Valkenburg gaat op 5 september 1662 voor een tweede termijn als directeur-generaal naar Elmina op het schip de Amsterdam.
- In 1662 worden er contacten gelegd met de bezitters van het Asiento, die zich verplicht hadden 24.000 slaven te leveren. Domingo Grillo & Ambrosio Lomelinni, hebben het asiento naar het zich laat aanzien als eerste aan Francesco Feroni[22] vervolgens aan de Royal African Company, de neven Coymans, en de West-Indische Compagnie uitbesteed.[23] In 1663 en 1664 verkocht de WIC meer slaven dan de Portugezen en de Engelsen samen.[24]
- In 1667 en 1668 zijn er nieuwe contacten tussen het Spaanse hof met de WIC over het Asiento. Balthasar Coymans, en Joseph Coijmans, beiden wonend te Haarlem ... sluiten zodanig contract ... ter somme van vijfhonderdduizend guldens.[25]
- De belangrijkste handelsproducten van de oude WIC waren zout, suiker, bevervellen, tabak, goud, koper en slaven.
- De eerste West-Indische Compagnie voerde een lange doodstrijd; haar einde in 1674 was pijnloos.[26]

## Oprichting van de tweede WIC

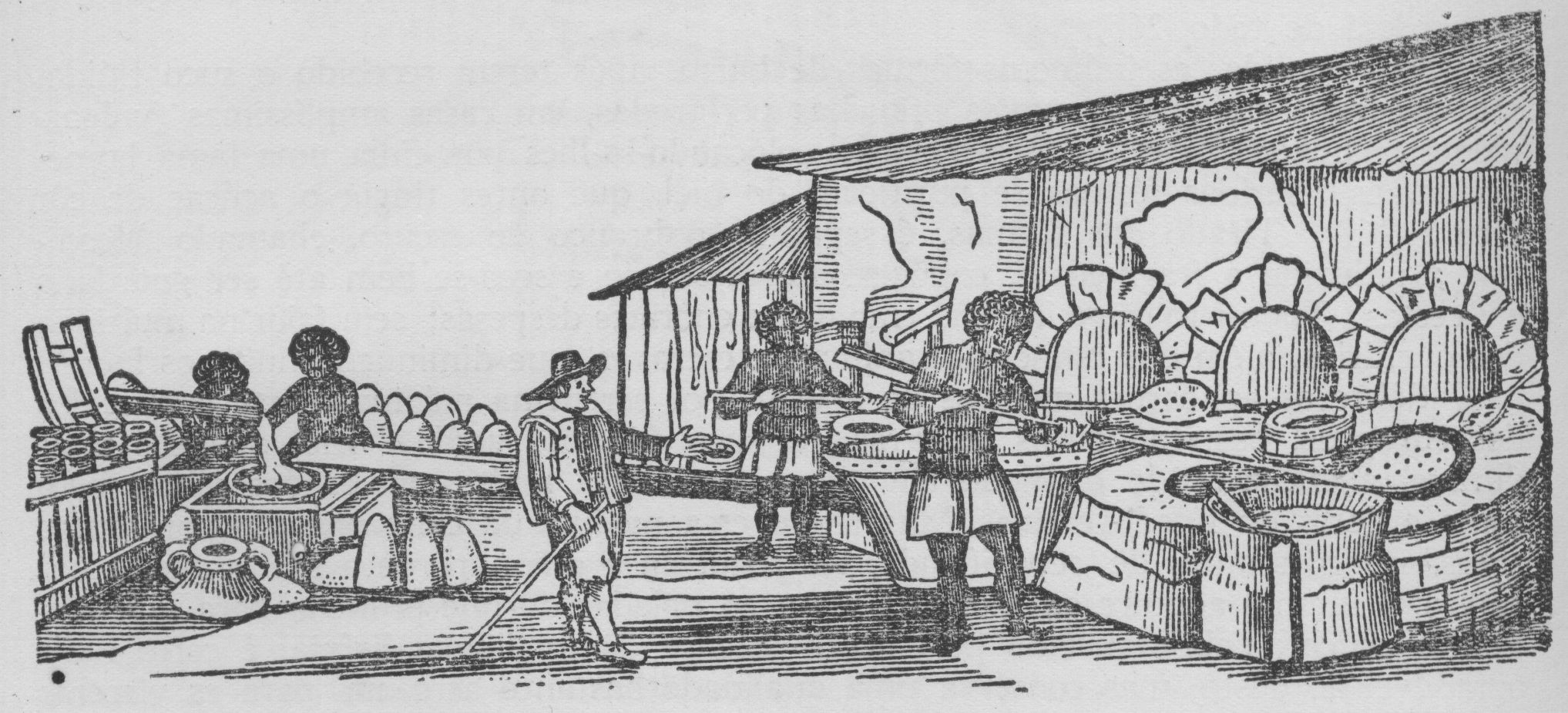
Suiker koken door slaven onder het toeziend oog van een blankofficier

Toen de WIC in 1674 door grote financiële problemen haar schulden niet meer kon aflossen, werd het bedrijf ontbonden. Maar vanwege de grote handelsbelangen, vooral in goud en slaven, en het feit dat er nog veel koloniën in West-Indië aanwezig waren, werd in 1675 besloten de Tweede Geoctroyeerde West-Indische compagnie op te richten. Deze werd ook wel de Nieuwe West-Indische compagnie genoemd. Ze had hetzelfde handelsgebied als de eerste. Alle schepen, vestingen en dergelijke werden door het nieuwe bedrijf overgenomen. Het aantal directeuren werd van 19 teruggebracht op 10, het aantal bewindhebbers van 74 op 50. In 1676 gaven plannen van Hendrik Carloff aanleiding tot de tocht van Jacob Binckes naar Tobago en wat volgde staat bekend als de Eerste Slag bij Tobago. Een Tweede slag betekende het einde van de Nederlandse pogingen om van Tobago een Nederlandse kolonie te maken.
De nieuwe WIC beschikte rond 1679 over een actiekapitaal dat iets meer dan 6 miljoen gulden bedroeg, en grotendeels geleverd werd door de Amsterdamse kamer. De bewindhebbers kwamen bijeen in de Voetboogdoelen, evenals de directeuren van de Sociëteit van Suriname.

## Trans-Atlantische slavenhandel

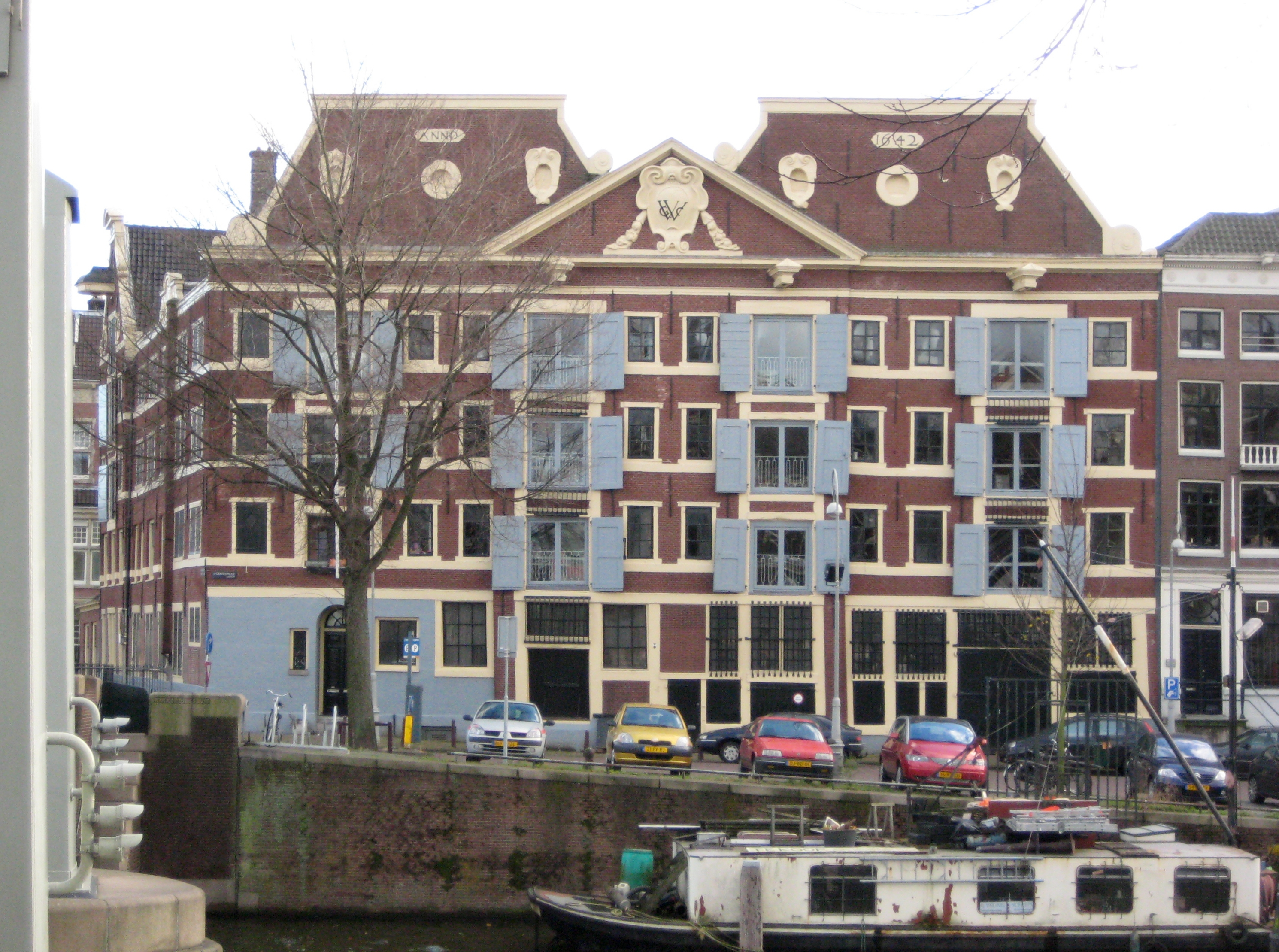
Pakhuis van de WIC in Amsterdam

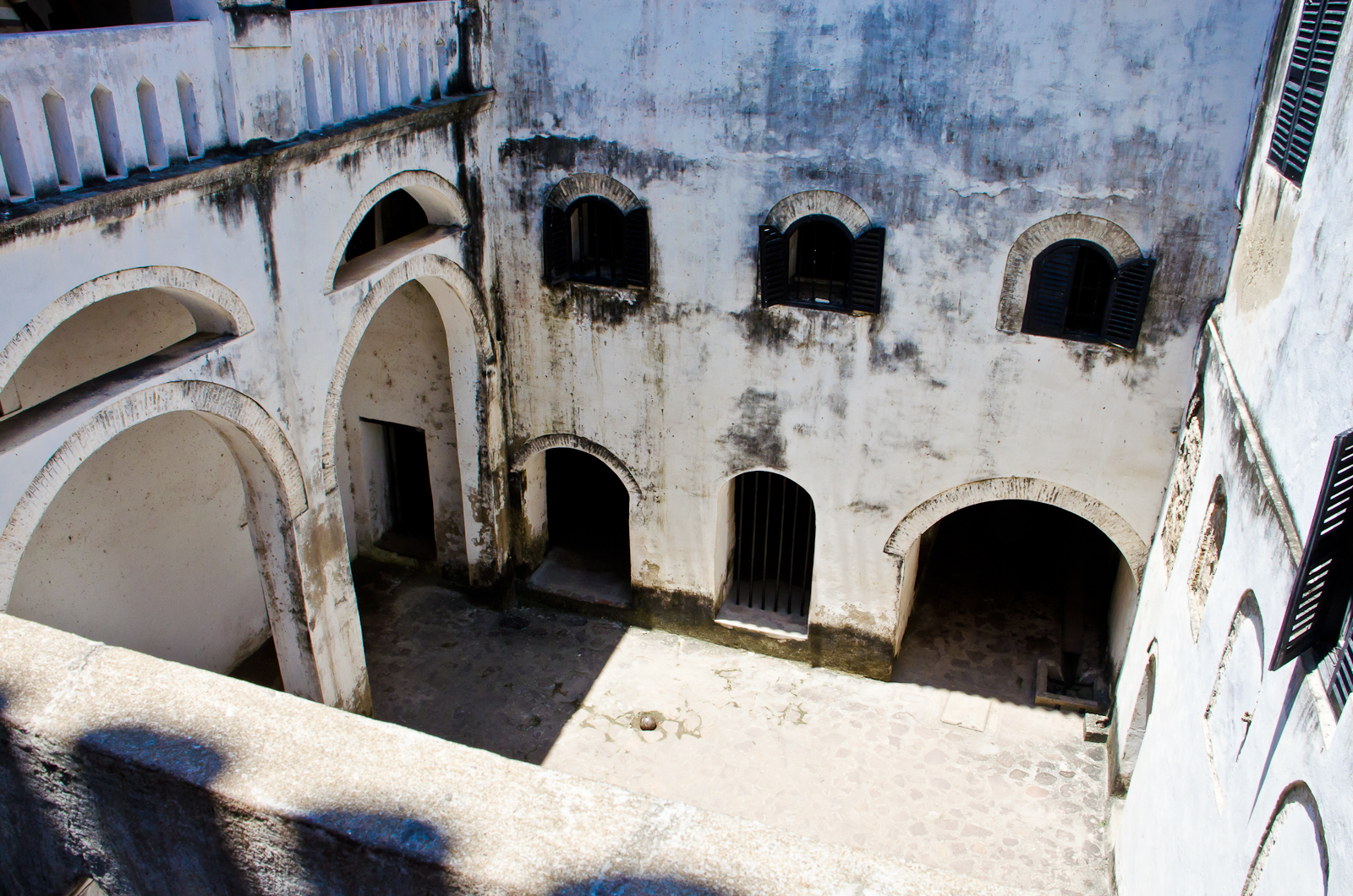
Bewaarplaats voor slaven in Elmina

De Tweede WIC hield zich vooral bezig met de Trans-Atlantische slavenhandel, hoewel er meer werd verdiend aan de goudhandel. De trans-Atlantische handelsvaart bracht - nadat Afrikaanse slaven naar Guiana, Suriname en het Caribisch gebied waren vervoerd - producten als ivoor, goud, kleurstof, tabak en beverbont weer naar de republiek. Van hieruit werden de producten verder vervoerd naar binnen- en buitenland. De slavenvaart - waarin de bewindhebbers een zeer groot deel van het bedrijfskapitaal hadden geïnvesteerd - vormde de omvangrijkste scheepvaartactiviteit van de WIC. In de periode 1674-1740 heeft de compagnie 383 schepen uitgereed. Van alle slavenreizen die zijn gemaakt, werden er 235 met eigen vaartuigen, 134 met gehuurde schepen en 14 met in beslag genomen smokkelschepen uitgevoerd.
Op 21 mei 1683 werd de Geoctroyeerde Sociëteit van Suriname opgericht: een particuliere onderneming van de WIC samen met de familie van Aerssen van Sommelsdijck en de stad Amsterdam. Deze drie participanten hadden elk een gelijke stem in de onderneming. De Sociëteit van Suriname kreeg in datzelfde jaar het beheer over de kolonie Suriname.
In februari 1685 verkreeg Balthasar Coymans van Spanje het asiento de negros, een handelsdeal waarbij een van tevoren hoeveelheid slaven door het land werd ingekocht. Na het verkrijgen van dit recht stegen de koersen van de WIC. In 1688 nam Spanje dit recht terug, maar deze periode van 1685 tot 1688 bleek het hoogtepunt in de slavenhandel naar Curaçao.
Op hun jaarlijkse bijeenkomst in de herfst stelden de Heren XIX het aantal uit te reden schepen vast. De verdeling van de schepen over diverse kamers gebeurde aan de hand van de zogenoemde 'negensleutel'. De kamer van Amsterdam nam 4/9 deel van het werk voor haar rekening. Dat hield in dat zij vier van de negen scheepsreizen organiseerde. Voorts werden de vertrekdata en de plaatsen waar de slaven in Afrika gehaald en in Amerika afgeleverd moesten worden, vastgesteld. In het bijzonder werd er op gelet dat de schepen niet te snel na elkaar werden uitgereed. Te veel schepen voor de kust van Afrika betekende lange wachttijden, waardoor het risico van sterfte van de reeds aan boord zijnde slaven aanzienlijk werd vergroot. Ten slotte stelde het college de waarde van de naar Afrika te vervoeren lading vast, waarbij ook werd aangegeven hoeveel slaven daarvoor in Afrika ingekocht moesten worden. De eigenlijke organisatie van de slavenreizen berustte bij de verschillende Kamers van de WIC die daarvoor speciale commissies in het leven hadden geroepen. Zo telde de ‘’commissie tot de saaken van de slavenhandel’’ in de kamer Amsterdam vijf leden, waarmee zij de grootste commissie van deze kamer was.
De reis begon in een van de vele Nederlandse havens. Vandaar voeren de Hollanders langs de Afrikaanse kust en hielden halt in een van de Nederlandse forten aan de Goudkust. De belangrijkste waren Elmina en Accra. Aan de slaven werden nauwkeurige eisen gesteld. Voor leverbare slaven werden gehouden: degene die niet blind, lam nog gebroken sijn, ende ook dewelke geen besmettelijke siekte hebben. Verder werd bepaald welke leeftijd de slaven mochten hebben en wat hun marktwaarde was. Volwaardige slaven waren vijftien tot en met zesendertig jaar oud, slaven ouder dan zesendertig kwamen niet in aanmerking voor transport, slaven van zes tot vijftien jaar telden als drie voor de prijs van twee en van twee tot zes jaar twee voor de prijs van een. Voor een slaaf moest volgens het contract tweehonderd gulden worden betaald. Planters van suikerplantages kregen korting. De rekening moest voor een derde voldaan worden in suiker. De betaling diende te gebeuren veertien dagen na de ontvangst van de gekochte slaven, waarbij het deel suiker belangrijker was dan het geld, dat eventueel later voldaan mocht worden.
De grootste schepen die voor de slavenvaart werden uitgerust, waren fluiten, pinassen en fregatten. Dergelijke vaartuigen waren tussen de 100 en 120 voet lang en vervoerden gemiddeld zeshonderd slaven per reis. Bij het vaststellen van de ‘toerbeurten’ hanteerden de Heren Tien de standaard van vijfhonderd slaven voor grote schepen. In de praktijk viel het aantal vervoerde slaven altijd hoger uit dan de standaard aangaf. Deze grote slavenschepen werden bewapend met vijftien tot twintig stukken geschut en hadden een bemanning van vijfenveertig tot zestig man. De gemiddelde reisduur van een slavenschip was 516 dagen, inclusief de wachttijd in Afrika en Amerika en de terugreis naar de republiek. De slaven werden voor 200 gulden (ongeveer een jaarloon voor een arbeider) verkocht aan tussenhandelaren en deze brachten ze onder andere naar Suriname, Berbice, Essequibo of Sint Maarten, waar ze aan plantage-eigenaren verkocht werden. De schepen van de WIC namen suiker mee terug naar Nederland, waarna ze weer naar West-Afrika gingen, het werd daarom ook wel de driehoeksvaart genoemd.

## Veroverde gebieden
- In Noord-Amerika:
  - De eerste kolonie die de WIC stichtte, was Nieuw-Nederland. De kolonie werd in 1624 gesticht en in 1667 bij de Vrede van Breda formeel overgedragen (in de praktijk geruild tegen Suriname) aan Engeland; van 1673 tot 1674 was het tijdelijk weer in Nederlandse handen. Volgens de bepalingen van de Vrede van Westminster ging het weer terug naar Engeland.
  - Acadië.
- Enige Antillen, onder meer:
  - Aruba, Curaçao, Bonaire, Saba, St, Eustatius en Sint-Maarten; deze West-Indische eilanden waren van ongeveer 1634 tot 1792 gekoloniseerd door de WIC.
  - Twee plaatsen op Puerto Rico.
  - De Nederlandse Maagdeneilanden.
  - Nieuw-Walcheren op Tobago, later heroverd door de Britten.
- In Zuid-Amerika:
  - Verschillende zoutpannen in Venezuela.
  - Het huidige Guyana.
  - Suriname, tot 1975 deel van het Koninkrijk der Nederlanden. Het door Zeeland onder Abraham Crijnssen 1667 veroverde Suriname werd in 1682 aan de WIC verkocht. Door geldgebrek van de WIC kwam in mei 1683 een nieuwe eigenaar van Suriname opdagen, de Sociëteit van Suriname. In 1770 vond er een misoogst plaats en François Cornelis van Aerssen verkocht zijn omvangrijke aandeel in Suriname aan de stad Amsterdam, die toen 2/3 van de kolonie in haar bezit kreeg. De bewindhebbers van de WIC eisten tevergeefs 1/6 deel op, zodat beide partijen even machtig zouden zijn. Op grote schaal werd krediet verleend aan nieuwe planters. Tijdens de Amsterdamse beurscrisis van 1773 gingen veel Surinaamse plantagehouders failliet, wat de WIC in grote financiële moeilijkheden bracht. De Surinaamse planters staken diep in de schulden (20 tot 24 miljoen gulden),[29] nadat de koffieprijs was gedaald.[30] Zij hadden veel te grote hypotheken afgesloten en leefden op grote voet in protserige huizen, met soms 30 man personeel om een weelderige tuin te onderhouden. Een aantal planters verkocht hun plantage met verlies en trok weg. Financieel ging het slecht met Suriname en de Sociëteit en Friderici liet veel te veel geld bijdrukken voor de beperkte economie. In 1795 werd de Sociëteit van Suriname ontbonden in naam van de Bataafse Republiek.
  - Cayenne, het huidige Frans-Guyana.
  - Nederlands-Brazilië.
- In Afrika:
  - Arguin in Mauritanië.
  - Gorée, een eilandje van Senegal.
  - De Goudkust, in 1871-1872 verkocht aan de Britten.
  - Slavenkust.
  - De eilanden Sao Tomé, en Annobon.
  - Het eilandje Corisco.
  - Verschillende plaatsen in Angola en Namibië.
- Het eilandje Sint-Helena.

## Opheffing
In 1759 schreef Jan Pieter Theodoor Huydecoper brieven naar de bewindhebbers over de abuizen in de boekhouding in Elmina. Streven naar eerlijkheid en goede trouw werd door bijna iedereen als onnozelheid beschouwd, terwijl arglistigheid doorging voor ervaring.
In 1792 werd de tweede WIC als gevolg van teruglopende inkomsten opgeheven. De compagnie had sinds het vrijgeven van de slavenhandel enkel als bestuursapparaat gefungeerd. Rond 1800 werd er zonder succes geprobeerd een Derde WIC op te richten, maar de aanplant van suikerbieten zou op den duur het plantagesysteem en de slavenhandel op een succesvolle manier ondermijnen.